# Stephen H. Davis
Stephen Howard Davis (* 7. September 1939 in New York City; † 12. November 2021) war ein US-amerikanischer Angewandter Mathematiker und Ingenieurwissenschaftler, der sich mit Hydrodynamik und Materialwissenschaften befasste.

## Werdegang
Er studierte am Rensselaer Polytechnic Institute mit dem Bachelor-Abschluss in Elektrotechnik 1960 sowie dem Master-Abschluss in Mathematik 1962 und der Promotion bei Lee Aaron Segel 1964 (The effect of property variations and surface curvature on Benard convection). 1964 bis 1966 war er Forschungsmathematiker bei der RAND Corporation und 1966 bis 1968 Lecturer in Angewandter Mathematik am Imperial College London. 1968 wurde er Assistant Professor für Mechanik und später Professor an der Johns Hopkins University. Ab 1979 war er Professor an der Northwestern University, an der er Walter P. Murphy Professor of Engineering Science and Applied Mathematics ist.
In der Hydrodynamik behandelte er unter anderem Instabilitäten aufgrund Variation der Oberflächenspannung und Risse dünner Filme, Tropfenverteilung, metallische Schäume, Übergang von Flüssigkeit zu Festkörper, Hydrodynamik von Blutgefäßen.
Von 1969 bis 1989 war er Assistant und dann Associate Editor des Journal of Fluid Mechanics und 2000 bis 2009 dessen Herausgeber. Seit 1999 war er Herausgeber des Annual Review of Fluid Mechanics.
Er erhielt 2001 die G. I. Taylor Medal und 1994 den Hydrodynamik-Preis der American Physical Society. Er ist Fellow der American Physical Society, der American Academy of Arts and Sciences und der National Academy of Engineering. 2004 wurde er zum Mitglied der National Academy of Sciences und 2017 zum auswärtigen Mitglied der Academia Europaea gewählt. Er erhielt den Humboldt-Forschungspreis.

## Schriften
- mit Alexander Oron, S. George Bankoff: Long-scale evolution of thin liquid films, Reviews of Modern Physics, Band 69, 1997, S. 931–980
- Theory of Solidification, Cambridge University Press 2001